# Exerodonta xera
Exerodonta xera és una espècie de granota que viu a Mèxic.
Està amenaçada d'extinció per la pèrdua del seu hàbitat natural.